# Leucanopsis setosa
Leucanopsis setosa är en fjärilsart som beskrevs av Rothschild 1909. Leucanopsis setosa ingår i släktet Leucanopsis och familjen björnspinnare. Inga underarter finns listade i Catalogue of Life.